# Il giardino segreto (film 2020)
Il giardino segreto (The Secret Garden) è un film del 2020 diretto da Marc Munden.
Il film è il sesto adattamento cinematografico dell'omonimo romanzo del 1910 scritto da Frances Hodgson Burnett.

## Trama
1947. Mary Lennox viene trovata abbandonata nella sua casa nell'India britannica; i suoi genitori sono morti di colera e nella confusione la bambina viene dimenticata. Mary viene mandata da suo zio Lord Archibald Craven, signore di Misselthwaite Manor nello Yorkshire, in Inghilterra. È una ragazza sgradevole e scortese che ha dovuto reprimere le proprie emozioni mentre cresceva nel Raj.
Al suo arrivo in Inghilterra incontra la signora Medlock, una donna severa che è la governante di Lord Craven. Mary viene incaricata di non esplorare la casa ed è confinata nella sua stanza di notte. Lì incontra Martha, una serva che è turbata dalle sue richieste. A Mary è permesso di lasciare la casa per esplorare la tenuta e i boschi nelle vicinanze e si imbatte in un cane randagio che chiama Jemima. Più tardi quella notte, sente lontane urla e lamenti, e corre per i corridoi fino a trovare il figlio di Lord Craven, Colin Craven, costretto a letto. Il giorno successivo, Lord Craven vede Mary nel suo studio e si confida con lei per non causare problemi. Mary continua la sua scappatella dirigendosi verso la foresta in cui trova un giardino nascosto arrampicandosi su un muro. Più tardi, sulla via di casa, chiama il fratello di Martha, Dickon, che svanisce nella nebbia delle brughiere. Più tardi trova Jemima con la zampa ferita da una trappola. Aiuta Jemima liberandola dalla trappola ma il cane scappa in giardino. Successivamente Mary continua ad esplorare il giardino.
Mary viene quindi guidata da un pettirosso a una statua di pietra che ha una chiave del giardino al suo interno. Lascia il giardino mentre la signora Medlock la chiama. Di ritorno alla tenuta, Mary incontra di nuovo Colin mentre parla di avere una gobba e non è in grado di camminare. Gli svela il giardino della loro tenuta, ma Colin non è interessato. In seguito si sposta in giro, trovando una stanza con le foto sia della madre di Mary che di Grace Craven. Afferra un souvenir, una collana di perle.
Il giorno successivo, Mary torna in giardino per trovare Dickon che si offre di aiutare a guarire Jemima. Mary quindi porta Colin sulla sua sedia a rotelle per la prima volta nella stessa stanza con le foto e gli abiti di sua madre. Sia Mary che Dickon escogitano un piano per portare Colin in giardino nella speranza di guarire la sua immobilità, ma al suo ritorno, la signora Medlock affronta Mary per aver rubato la collana di perle e viene rimproverata per essere stata mandata in un collegio. In seguito confinata e rinchiusa nella sua stanza, Mary trova delle lettere scritte da Grace Craven in un cavallo a dondolo. Convince Colin a leggerli e i tre continuano a leggere lettere in giardino.
Un Lord Craven depresso e distratto nel suo studio, cerca di accendere una candela, ma dà fuoco alla scrivania. La mattina dopo, Mary, Dickon e Colin sono in giardino quando notano del fumo nero che esce dalla casa. Colin convince Mary e Dickon a lasciarlo per andare a controllare. Mary entra nella casa in fiamme dove trova un frenetico Mr Craven che cerca suo figlio nel fuoco ardente. Lei cerca invano di convincerlo a scappare poiché suo figlio è al sicuro fuori, ma lui resiste finché non vede il fantasma di sua moglie, Grace che li guida fuori sani e salvi. Arrivano i vigili del fuoco e i due se ne vanno sani e salvi. Un ansioso Lord Craven e la signora Medlock vengono portati da Mary e Dickon a Colin nel giardino segreto. Lord Craven osserva stupefatto suo figlio che cammina, e i due si abbracciano.

## Promozione
Il trailer è stato pubblicato il 17 settembre 2019.

## Produzione
Le riprese del film sono iniziate il 30 aprile 2018. Il film è stato girato nello Yorkshire, mentre per il giardino sono state usate principalmente le location del Bodnant Garden, in Galles, e dell'Iford Manor, nell'Wiltshire.

## Distribuzione
Il film doveva essere inizialmente distribuito nelle sale britanniche a partire 3 aprile 2020 da StudioCanal, ma la sua uscita è stata poi posticipata al 7 agosto on demand a causa delle misure restrittive messe in atto dopo la diffusione della pandemia di COVID-19, poi Sky che ha acquistato i diritti.

## Riconoscimenti
- 2020 - British Independent Film Awards[6]
  - Candidatura per i migliori costumi a Michele Clapton